# Nature Air
Nature Air – kostarykańska linia lotnicza z siedzibą w San José.

## Flota
- 4 × de Havilland Canada DHC-6 Twin Otter 300
- 1 × Beechcraft King Air 90